# 八島ヶ原湿原

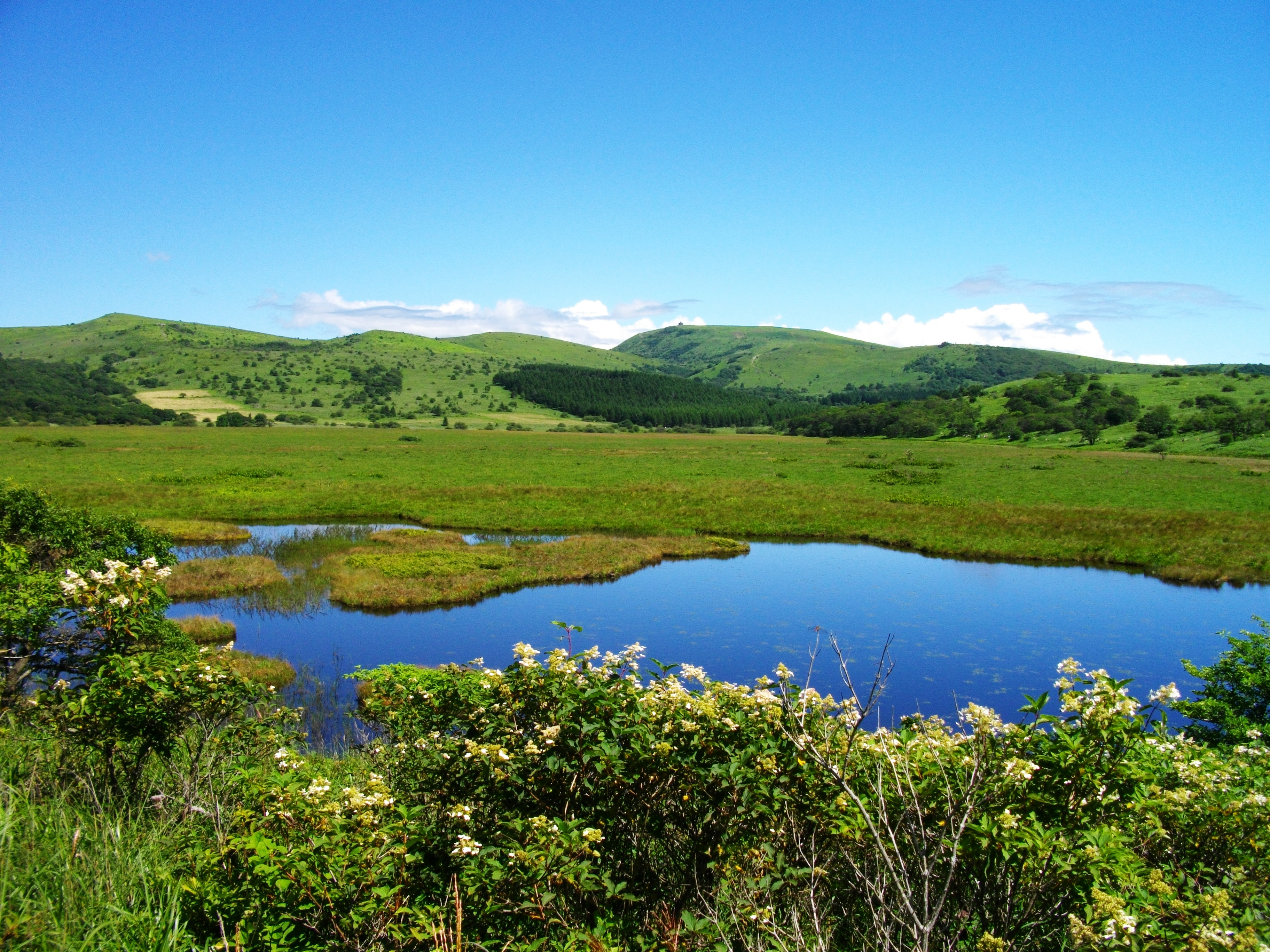
八島ヶ池

八島ヶ原湿原（やしまがはらしつげん）は、長野県のほぼ中央に位置する八ヶ岳中信高原国定公園中部の霧ヶ峰の北西部に位置する標高約1632mの高層湿原である。湿原の所在地は諏訪市及び諏訪郡下諏訪町にまたがる。
霧ヶ峰には、八島ヶ原湿原、車山湿原、踊場湿原(池のくるみ)の3つの湿原があり、それらは、「八島ヶ原湿原植物群落」、「車山の樹叢湿原植物群落および草原植物群落」および「踊場湿原植物群落」として1939年（昭和14年）に国の天然記念物として個別に指定された。1960年（昭和35年）6月10日に八島ヶ原湿原の西半分の旧御料地を加え、個別に指定されていた3つの天然記念物は1件にまとめられ、指定名称が霧ヶ峰湿原植物群落となった。八島ヶ原湿原は面積が43.2ha、泥炭層の厚さは約8.05m。1万2千年前に誕生した高層湿原であり、日本の高層湿原の南限にあたる。

## 高層湿原の成り立ち

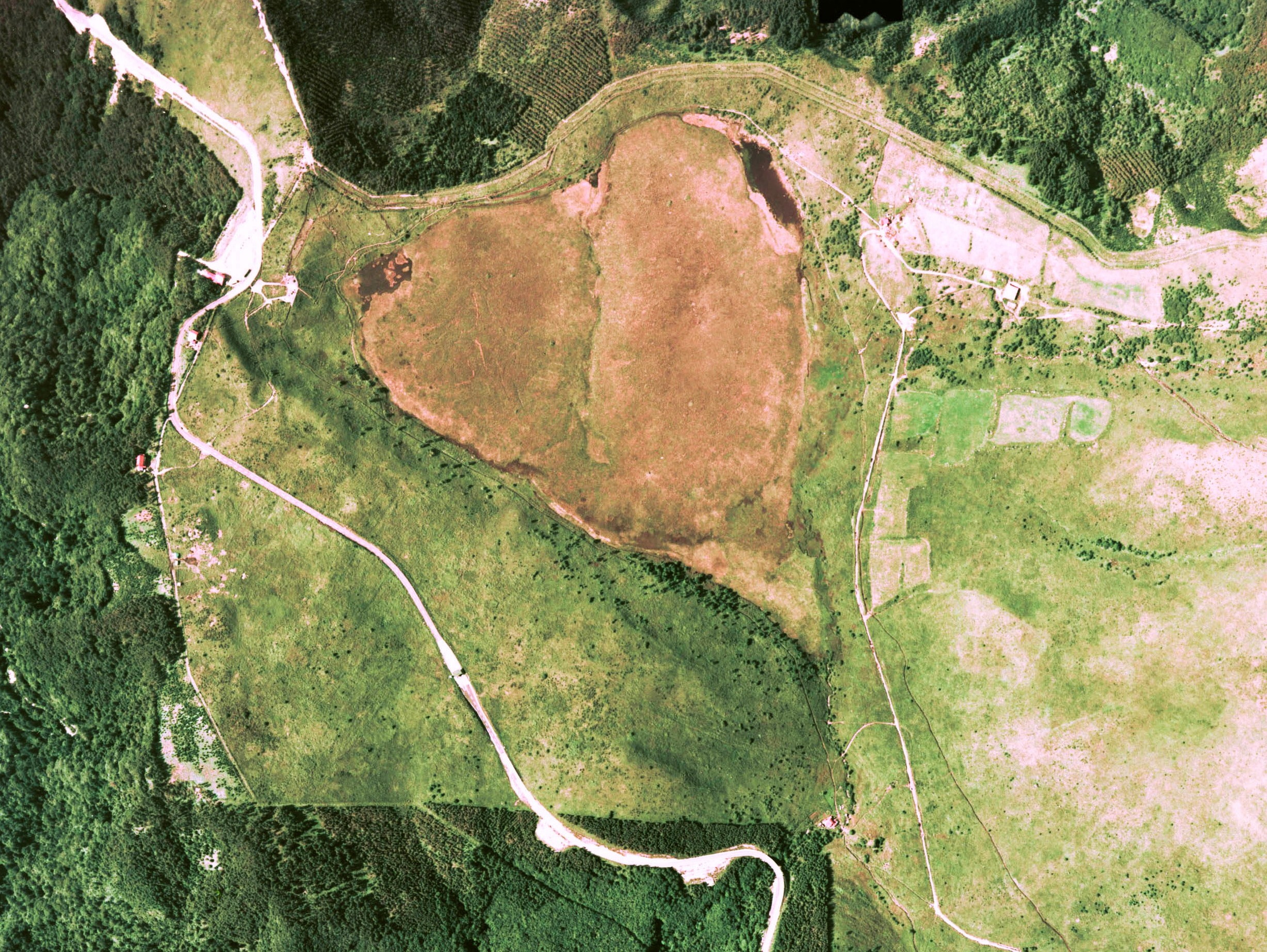
八島ヶ原湿原の空中写真。上空から見るとハート型の形状をしている。左上から中央下部に見える車道はビーナスラインである。
（1975年撮影）

八島ヶ原湿原は、日本の高層湿原の南限にあたり、尾瀬ヶ原よりも泥炭層が発達しており、8.05mにもなっている。これは、学術的にも貴重であり、天然記念物に指定されている。高層湿原の始まりは、湖沼である。湖沼では周囲から土砂の流入、水生植物の繁茂などが起き次第に埋められていく。標高1000m以上の場所や高緯度地方では寒冷な気候のため、植物の遺体は腐敗・分解がしにくく泥炭となって堆積していく。
堆積物の溜まった湖沼にカヤツリグサ科などの植物が侵入し、湖沼はやがて湿原に変わる。
この段階の湿原を低層湿原という。低層湿原は表面が平坦で地表面と水面が一致し、湿原の表面まで冠水している。湿原の水は地下水と雨水などにより供給され比較的富栄養性である。植物としては、大形のヨシやガマ、および大形のスゲなどが生育している。しかし、長い年月がたつにつれて、湿原は泥炭に蓄積され周囲よりも高くなる。そのため、湿原は地下水からの供給が行われず雨水のみで維持されるようになるので貧栄養である。また、湿原の水は腐植酸によって次第に酸性に変化する。高層湿原に生育している植物は主にミズゴケである。ミズゴケは湿原上に小さな塊となって生長し、小凸地（ブルト）、小凹地（シュレンケ）を作る。これが、交互に生長して湿原全体を時計皿をふせたように盛り上げていく。このようにしてできた湿原を高層湿原と呼ぶ。
八島ヶ原湿原の泥炭層は8.05mに達しており、低層部分はヨシ、アゼスゲ、カサスゲなどのヨシ・スゲ泥炭。中間部分は、オオミズゴケ、ワラミズゴケなどのヌマガヤ湿原。高層部分はイボミズゴケ、チャミズゴケ、ムラサキミズゴケなどのミズゴケ湿原になっている。

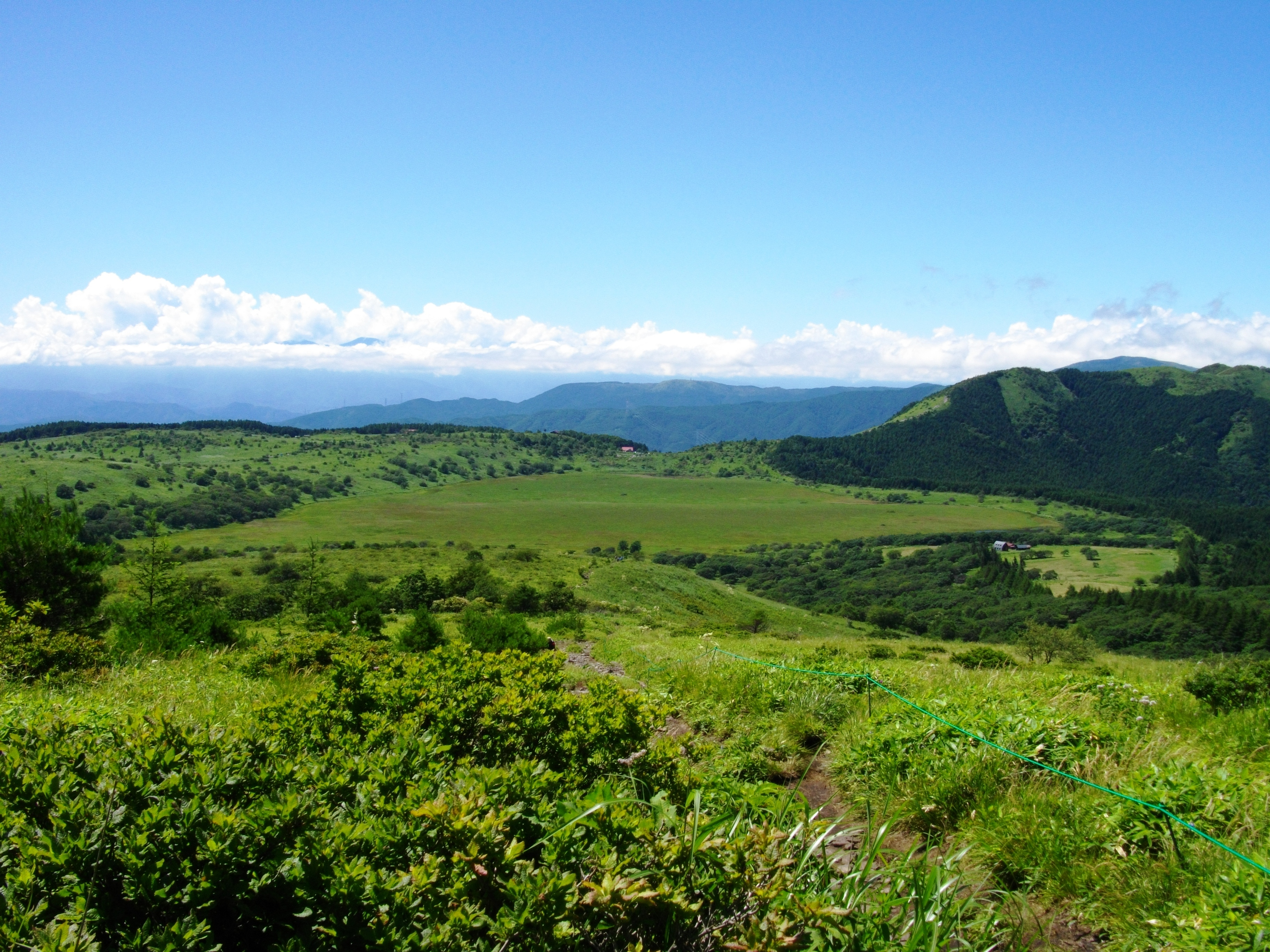
北の耳から見た湿原
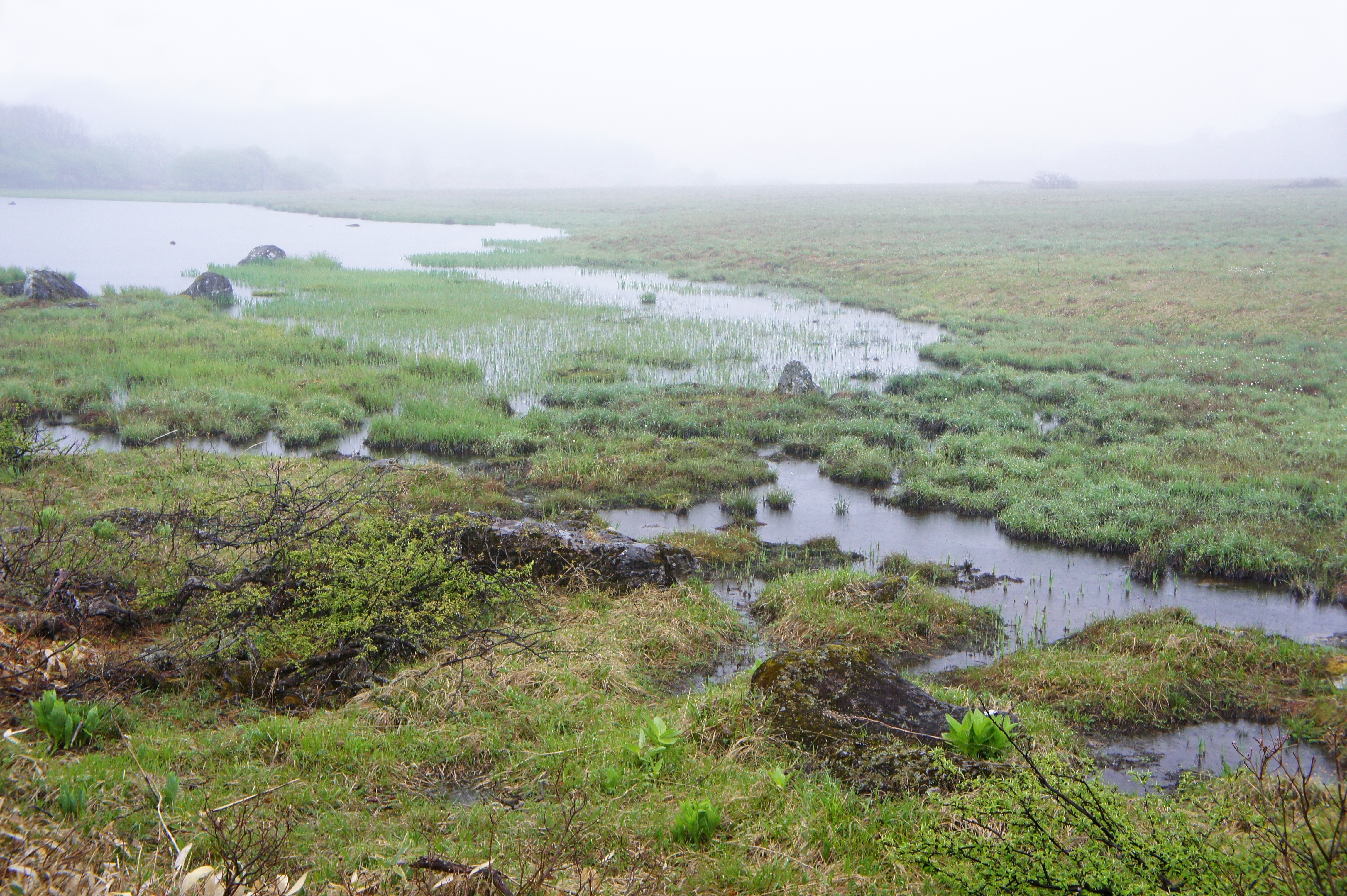
鎌ヶ池
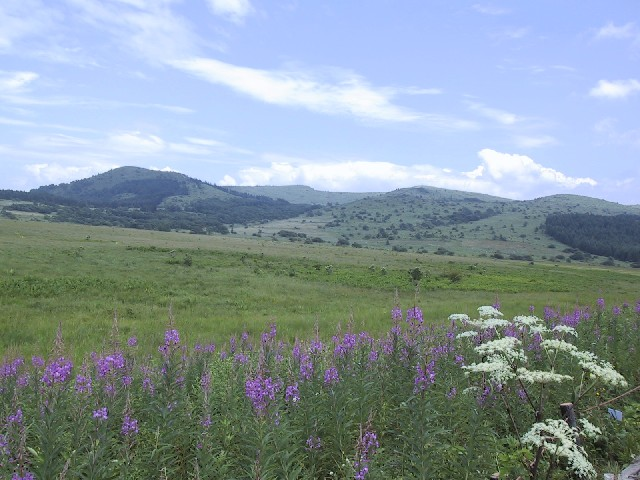
湿原の畔に咲くヤナギラン